# Юсупгаджиев, Расул Магомедович
Расул Магомедович Юсупгаджиев (23 января 2003, Махачкала, Дагестан, Россия) — российский тхэквондист. Призёр чемпионата России.

## Биография
В июле 2017 года в Белгороде на первенстве России среди юношей завоевал бронзовую медаль. В мае 2019 года в Хабаровске стал бронзовым призёром первенства России. В мае 2021 года на чемпионате России среди студентов в Люберцах занял второе место. В сентябре 2021 года в Одинцово стал бронзовым призёром чемпионата России. 31 августа 2022 года ему было присвоено звание мастер спорта России.

## Достижения
- Чемпионат России по тхэквондо среди юношей 2017 — ;
- Чемпионат России по тхэквондо среди юношей 2019 — ;
- Чемпионат России по тхэквондо среди студентов 2021 — ;
- Чемпионат России по тхэквондо 2021 — ;